# Condado de Miner
O Condado de Miner é um dos 66 condados do Estado americano da Dakota do Sul. A sede do condado é Howard, e sua maior cidade é Howard. O condado possui uma área de 1 481 km² (dos quais 4 km² estão cobertos por água), uma população de 2 884 habitantes, e uma densidade populacional de 2 hab/km² (segundo o censo nacional de 2000).